# Bole (cratera)
Bole é uma cratera marciana. Tem como característica 8.3 quilômetros de diâmetro. Deve o seu nome a Bole, uma localidade em Gana.